# وادا یوشینائو
وادا یوشینائو (به ژاپنی: 和田 義直 わだ よしなお)، تولد ۱۱۷۷ - مرگ ۲۴ مه ۱۲۱۳- سامورایی در اواخر دوره هی‌آن و اوایل دوره کاماکورا بود. در سال ۱۲۱۳، او به همراه برادر کوچکترش وادا یوشیشیگه و پسر عموی خود وادا تانه‌ناگا در طرح شورش ایزومی چیکاهیرا شرکت کرد. در فوریه همان سال، هنگامی که نقشه کشف شد، او تحت نظر ایتو یوناگا به حبس محکوم شد، اما با درخواست پدرش وادا یوشیموری، با رضایت هوجو یوشیتوکی، او و برادر کوچکترش یوشیشیگه مورد عفو قرار گرفتند. در این زمان، وادا تانه‌ناگا بخشیده نشد و به ناحیه ایواسه، ولایت موتسو تبعید شد. وادا یوشیموری که از این تصمیم شوگون‌سالاری کاماکورا ناراضی بود، خاندان خود را جمع کرد و ارتش (نبرد وادا) تشکیل داد.